# Ihor Berezovskyj
Ihor Olehovytsj Berezovskyj (Oekraïens: Ігор Олегович Березовський) (Kirovohrad, 4 augustus 1990) is een Oekraïens voetballer die als keeper speelt. Hij verruilde in 2016 K. Lierse SK voor SV Darmstadt 98. Hij speelde eerder voor FC Olimpik Kirovohrad, Zirka Kirovohrad, Obolon Kiev en Legia Warschau.

## Statistieken
| seizoen | club                | land      | competitie         | wed | goals |
| ------- | ------------------- | --------- | ------------------ | --- | ----- |
| 2013/14 | Lierse SK           | België    | Jupiler Pro League | 18  | 0     |
| 2014/15 | Lierse SK           | België    | Jupiler Pro League | 8   | 0     |
| 2014/15 | → Sint-Truidense VV | België    | Proximus League    | 4   | 0     |
| 2015/16 | Lierse SK           | België    | Proximus League    | 0   | 0     |
| 2016/17 | SV Darmstadt        | Duitsland | Bundesliga         | 0   | 0     |
| 2017/18 | SV Darmstadt        | Duitsland | 2. Bundesliga      | 0   | 0     |
| 2018/19 | SV Darmstadt        | Duitsland | 2. Bundesliga      | 0   | 0     |
| 2019/20 | SV Darmstadt        | Duitsland | 2. Bundesliga      | 0   | 0     |
| Totaal  | Totaal              | Totaal    | Totaal             | 30  | 0     |

1 Schuhen ·
2 López ·
3 Bueno ·
4 Zimmermann ·
5 Maglica ·
7 Lidberg ·
8 Marseiler ·
9 Hornby ·
10 Boëtius ·
11 Kempe ·
13 Thiede ·
14 Dreskovic ·
15 Nürnberger ·
16 Müller ·
17 Klefisch ·
18 Förster ·
19 Lakenmacher ·
20 Vukotic ·
21 Papela ·
26 Bader ·
28 Will ·
29 Vilhelmsson ·
30 Brunst ·
32 Holland · 
34 Corredor ·
38 Riedel ·
44 Baier ·
47 El Idrissi ·
49 Arania ·
Coach: Kohfeldt